# Ondřejovská hvězdárna
Ondřejovská hvězdárna je hlavní observatoř Astronomického ústavu Akademie věd České republiky, který zde také sídlí. Nachází se na okraji obce Ondřejov v okrese Praha-východ, 35 km jihovýchodně od Prahy, v nadmořské výšce zhruba 500 m. V observatoři je instalován dvoumetrový zrcadlový dalekohled, největší dalekohled v Česku.
Mezinárodní kód observatoře je 557.

## Historie

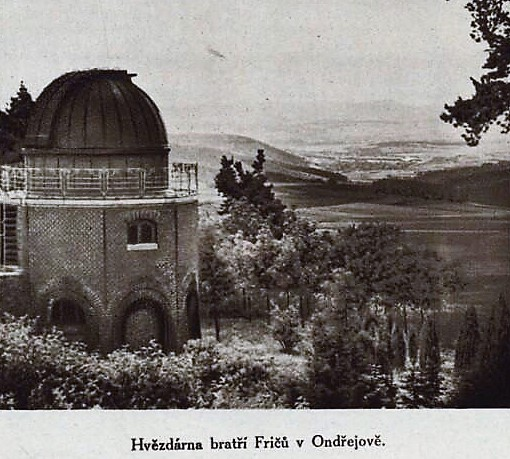
Hvězdárna bratří Fričů v Ondřejově, 1927

V roce 1898 zakoupil český amatérský astronom Josef Jan Frič na vrchu Manda těsně nad Ondřejovem pozemek pro stavbu své soukromé observatoře. Toto datum je považováno za okamžik založení ondřejovské observatoře.
Místo vybral (se svým bratrem Janem Ludvíkem Fričem) tak, že hledali nejvýše položené místo v blízkém okolí Prahy. Podmínkou bylo, aby se k místu dalo za den dojet bryčkou z jejich továrny na Vinohradech.

### Výstavba
S výstavbou observatoře se začalo až v roce 1905. Nejprve byla postavena centrální budova (Fričův dům), po které následovaly zahradníkův domek, studovna a celkem čtyři pozorovací domky, po dvou na každé straně centrální plošiny. Secesní budovy a kupole navrhl architekt Josef Fanta. 
Frič hvězdárnu daroval československému státu dne 28. října 1928 u příležitosti desátého výročí nezávislosti. Observatoř byla spravována Univerzitou Karlovou až do vzniku Československé akademie věd v roce 1953. Ta ji od té doby provozuje jako součást svého astronomického ústavu ve spolupráci s dalšími českými observatořemi.
Roku 1967 byl na observatoři instalován dvoumetrový zrcadlový dalekohled, nyní nazývaný Perkův dalekohled. V té době byl 7. největším dalekohledem na světě; dosud je největším dalekohledem v Česku.

## Měření a vybavení
Oddělení meziplanetární hmoty zkoumá planetky pomocí 65cm dalekohledu (4. největší v ČR). Ondřejovská hvězdárna se mimo jiné zasloužila za objev několika stovek asteroidů.  Další oblastí výzkumu je sledování meteoritů pomocí automatických kamer. Po úspěchu s příbramským meteoritem v roce 1959 začalo oddělení budovat nejprve národní a později evropskou síť meteorických kamer, z níž vznikla evropská bolidová síť. Mezi lety 1958 a 2006 se ke sledování využíval i meteorický radar, který je umístěný na tzv. radarové louce. Mezi úspěchy astronomů z Ondřejova patří například určení dráhy a původu Čeljabinského meteoru. 

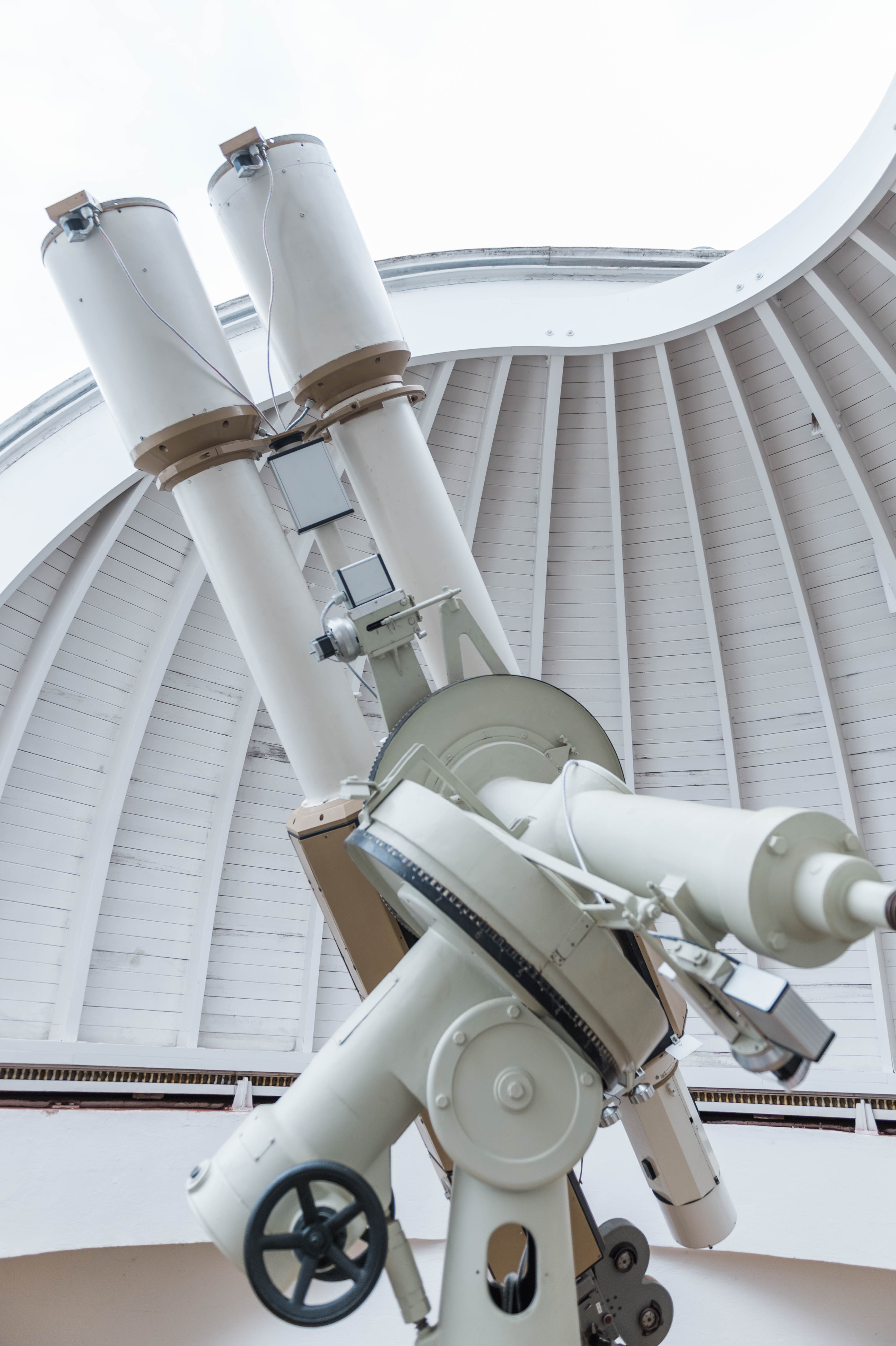
Jeden z dalekohledů na hvězdárně

Hlavním nástrojem stelárního oddělení je výše zmíněný dvoumetrový Perkův dalekohled, který se používá k sledování záření hvězd pomocí spektrografů umístěných v Coudého ohnisku v suterénu budovy a s možností vzdáleného ovládání odkudkoliv. V jižní části areálu je také v testovacím provozu plně robotizovaný kontejnerovaný dalekohled Blue Eye se zrcadlem 0,6 m s extrémně rychlým přestavováním v horizontálním i vertikálním směru.
Sluneční oddělení provozuje mimo jiné zenitový teleskop, solární spektrograf a dva sluneční radioteleskopy – z nichž nápadná je především desetimetrová radarová přijímací anténa umístěná poblíž přístupové cesty k dvoumetrovému dalekohledu. Je vybavena automatickým sledováním Slunce a zařízením pro záznam intenzity rádiových vln v decimetrové oblasti, které Slunce vyzařuje. Další antény pro decimetrové a centimetrové vlny jsou umístěny na tzv. „radarové louce“.

## Zázemí a zajímavosti
Budovy hvězdárny jsou rozmístěny v prostoru zhruba 30 hektarů, plocha je zčásti využita jako ovocný sad a arboretum. Kromě pozorovacích stanovišť je k dispozici např. knihovna nebo přednáškové sály. V sousedství hvězdárny na vrchu Pecný (546 m n. m.) je umístěna geodetická observatoř Výzkumného ústavu geodetického, topografického a kartografického, v.v.i. (VÚGTK), která je sídlem Výzkumného centra dynamiky Země /CEDR a základnou pro kalibraci GNSS techniky s operačním centrem VESOG (výzkumné a experimentální sítě pro observace s GNSS).
Hvězdárna uchovává také československou vlaječku, kterou měl s sebou na Měsíci Eugene Cernan, velitel Apolla 17 a zatím poslední člověk, který na Měsíci zanechal stopy.

## Další fotografie

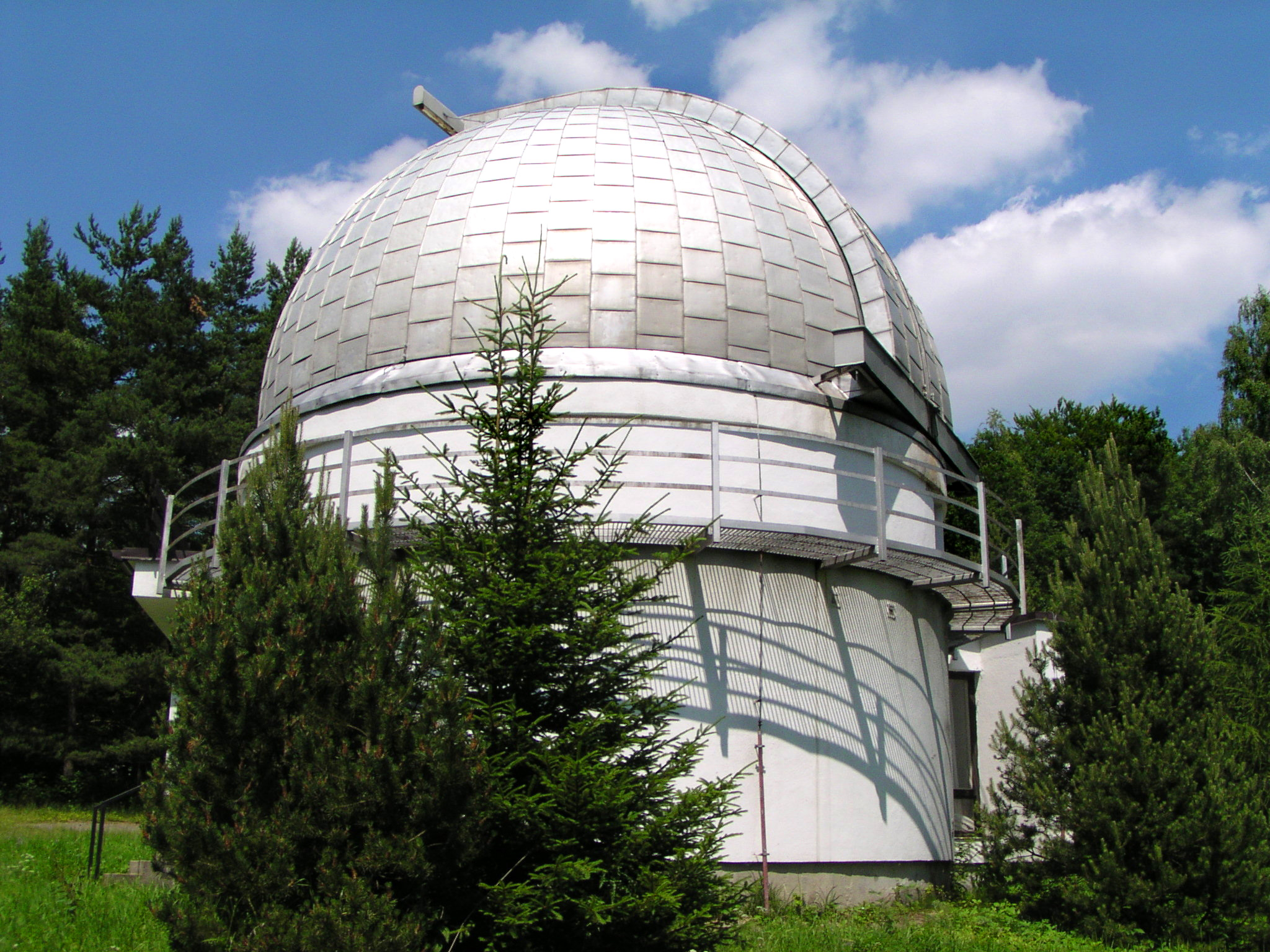
Kopule 0,65m dalekohledu
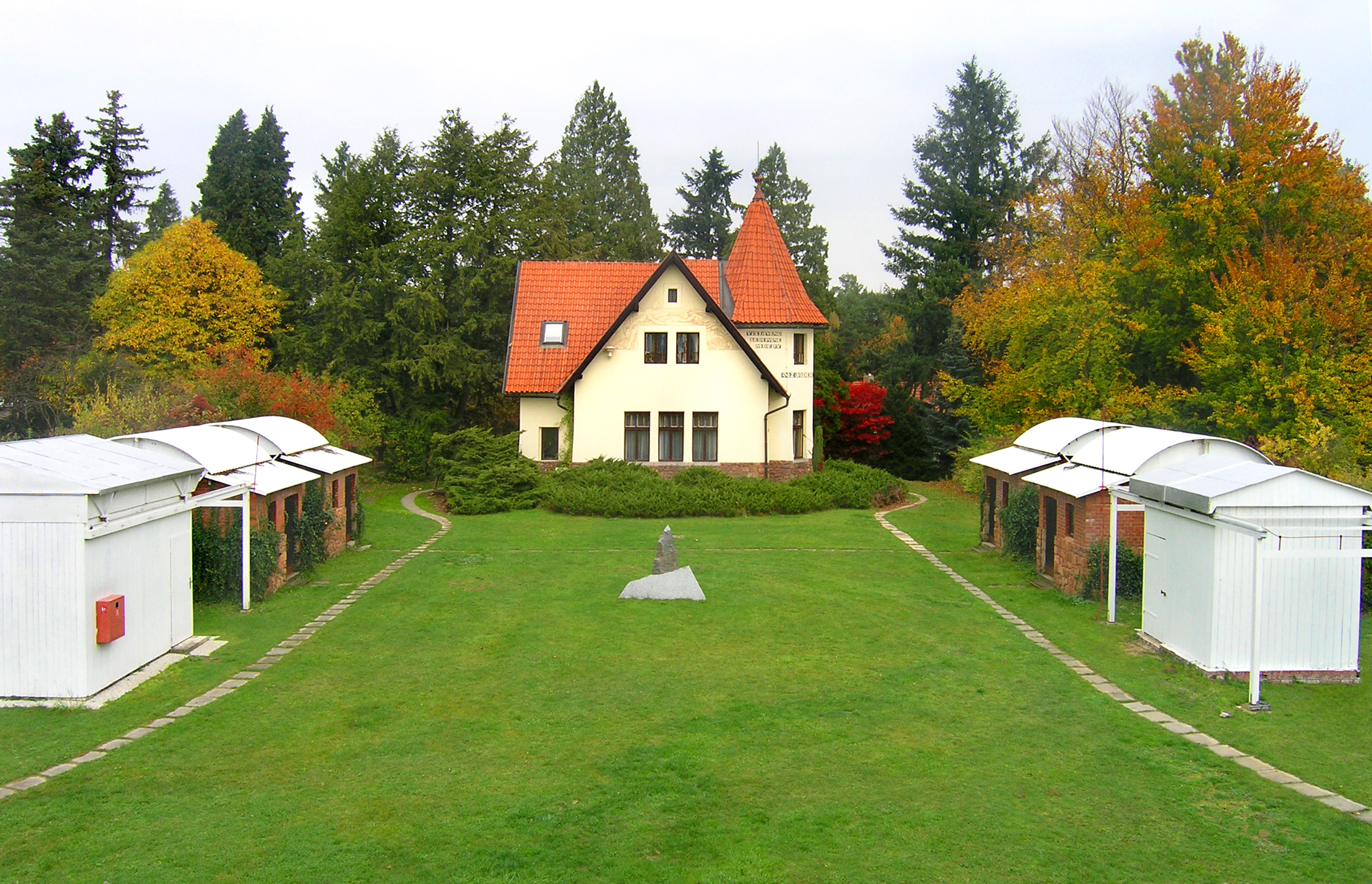
Centrální plošina s hlavní historickou budovou a pozorovacími domky
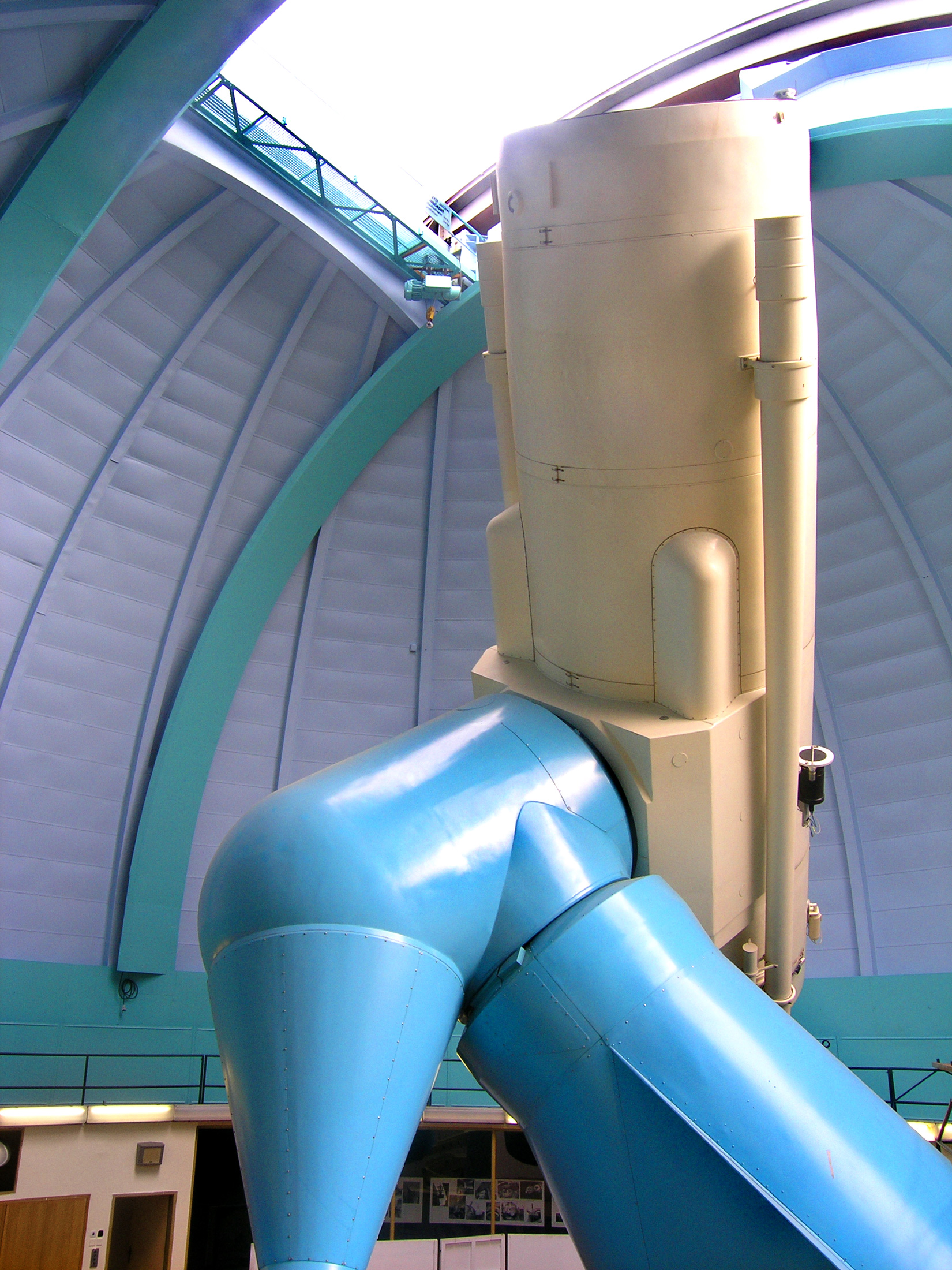
Perkův dvoumetrový dalekohled
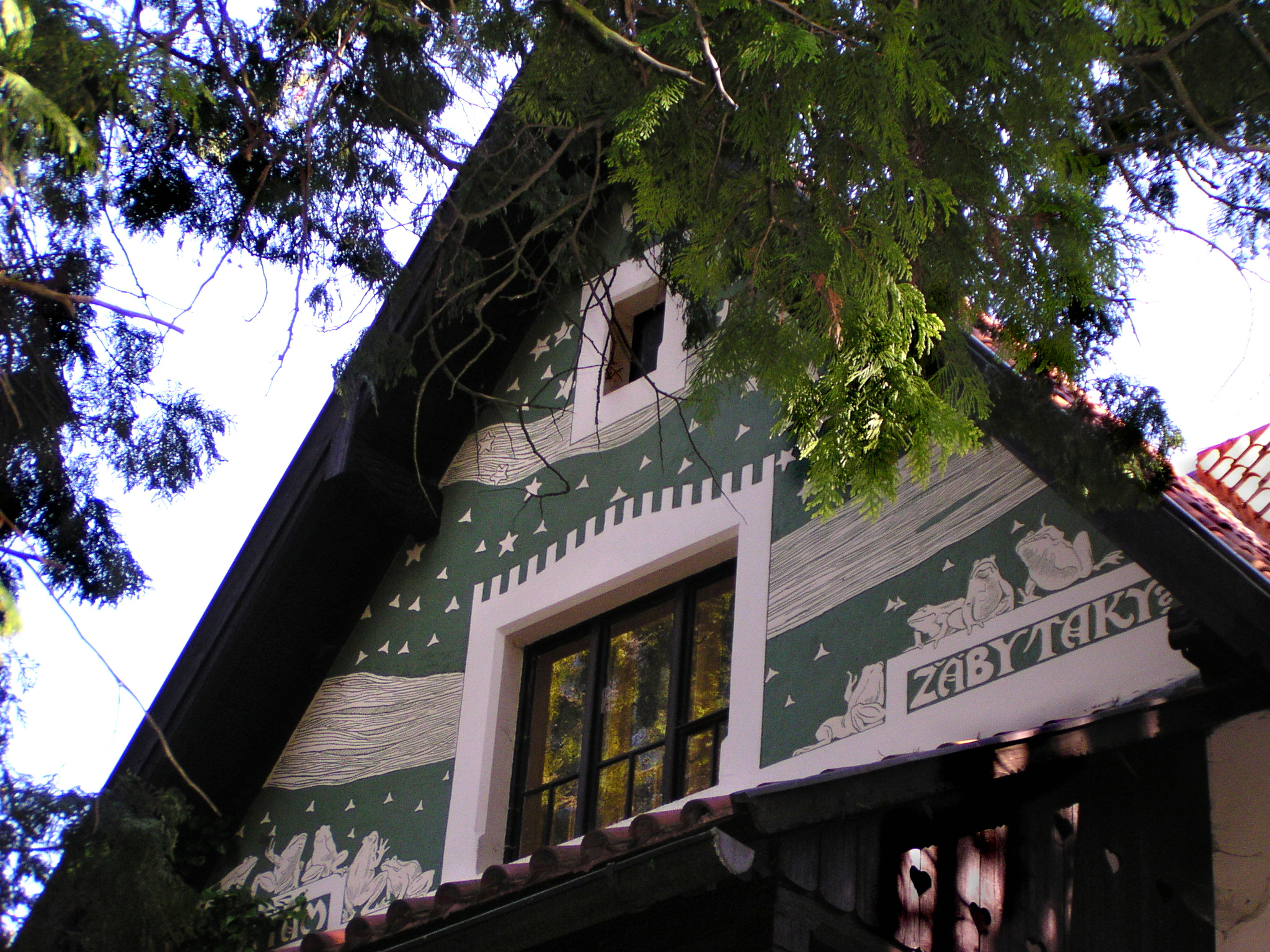
Hlavní historická budova s citací z Písní kosmických od J. Nerudy
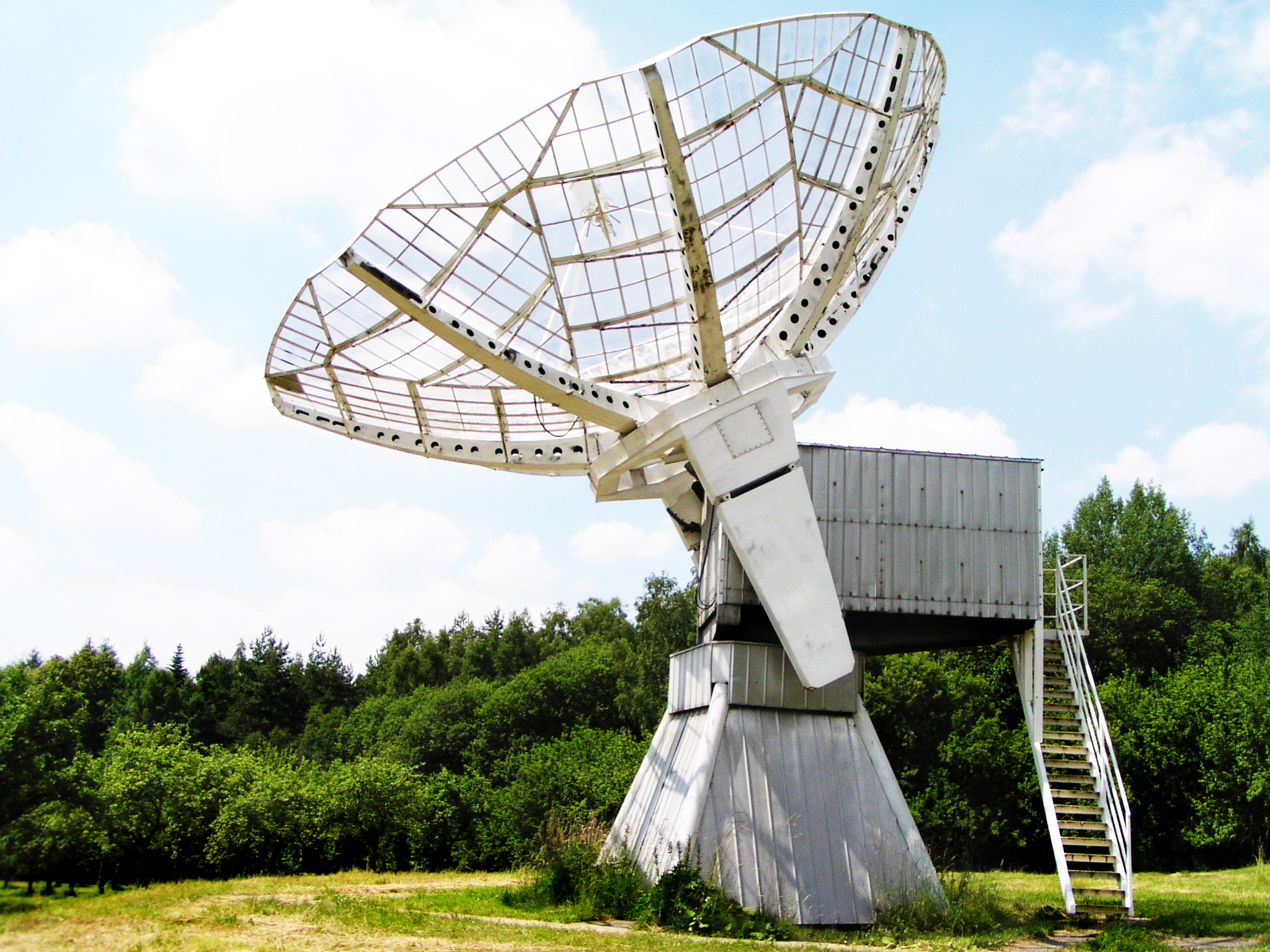
Desetimetrový radioteleskop pro pozorování Slunce